# Paula Beer
Paula Beer (Mainz, 1 februari 1995) is een Duits actrice.

## Biografie
Paula Beer werd in 1995 geboren in Mainz als enig kind van een kunstenaarsechtpaar en bracht haar jeugd door in Berlijn waar ze montessorionderwijs volgde. Vanaf achtjarige leeftijd volgde ze een opleiding theater. In 2009 werd ze als veertienjarige studente aan school aangesproken door een filmagent die haar uitnodigde om een casting bij te wonen voor het historisch filmdrama Poll van Chris Kraus en ze werd gekozen uit 2500 kandidaten voor de hoofdrol van Oda von Siering. Beer kreeg lovende kritieken en won in 2011 de Bayerischer Filmpreis voor beste beloftevolle actrice. In 2014 speelde ze een hoofdrol in Das finstere Tal die haar een nominatie voor de Österreichischer Filmpreis voor beste actrice opleverde. In 2015 maakte ze haar televisiedebuut in de tv-film Pampa Blues.
Beer speelde in 2016 de hoofdrol in de Frans-Duitse film Frantz van François Ozon die in première ging in de competitie van het filmfestival van Venetië en waar ze de Premio Marcello Mastroianni won voor beste jong vrouwelijk talent. Voor deze rol werd ze in 2017 in Frankrijk genomineerd voor beste jong vrouwelijk talent zowel voor de Césars als voor de Prix Lumières.

## Filmografie

### Films
- 2010: Poll van Chris Kraus - Oda von Siering
- 2012: Ludwig II. van Peter Sehr en Marie Noëlle - Sophie in Beieren
- 2013: Der Geschmack von Apfelkernen - Rosmarie
- 2014 : Das finstere Tal van Andreas Prochaska - Luzi
- 2015: Vier Könige van Theresa von Eltz - Alex
- 2016: Frantz van François Ozon - Anna
- 2017: Prinz Aberjaja (korte film)
- 2018: Transit van Christian Petzold - Marie
- 2018: Werk ohne Autor van Florian Henckel von Donnersmarck - Elly Seeband
- 2019: Le Chant du loup van Antonin Baudry - Diane/Prairie
- 2020: Undine van Christian Petzold - Undine
- 2023: Roter Himmel van Christian Petzold - Nadja
- 2024: Stella. Ein Leben

### Televisie
- 2015: Pampa Blues
- 2016: Tödliche Geheimnisse – Geraubte Wahrheit
- 2017: Tödliche Geheimnisse – Jagd in Kapstadt
- 2018: Bad Banks
- 2022: Euer Ehren

## Hoorspelen
- 2012: Emily Brontë: Sturmhöhe (Isabella) – Regie: Kai Grehn (hoorspel – NDR/SWR), Der Hörverlag, ISBN 978-3-86717-931-7
- 2013: E. M. Cioran: Vom Nachteil, geboren zu sein – Regie: Kai Grehn (hoorspel – SWR)
- 2014: Marguerite Duras: La Musica (vrouwenstem) – Regie: Kai Grehn (hoorspel – SR/RBB)
- 2014: Walt Whitman: Kinder Adams. Children of Adam – Vertaling en regie: Kai Grehn (Klangkunst – RB/DKultur/SWR) Hörbuch Hamburg, ISBN 978-3-89903-914-6
- 2016: Antoine de Saint-Exupéry: Der kleine Prinz (de roos) – Vertaling, bewerking en regie: Kai Grehn (hoorspel – WDR), Hörbuch Hamburg/ Silberfisch, ISBN 978-3-86742-309-0
- 2016: Marguerite Duras: Der Liebhaber (Marguerite) – Bewerking en regie: Kai Grehn (hoorspel – SWR) Hörbuch Hamburg, ISBN 978-3-95713-064-8
- 2023: Nick Cave: The Sick Bag Song - Das Spücktütenlied – Bewerking en regie: Kai Grehn (hoorspel – RB/ BR/SWR)

## Prijzen en nominaties

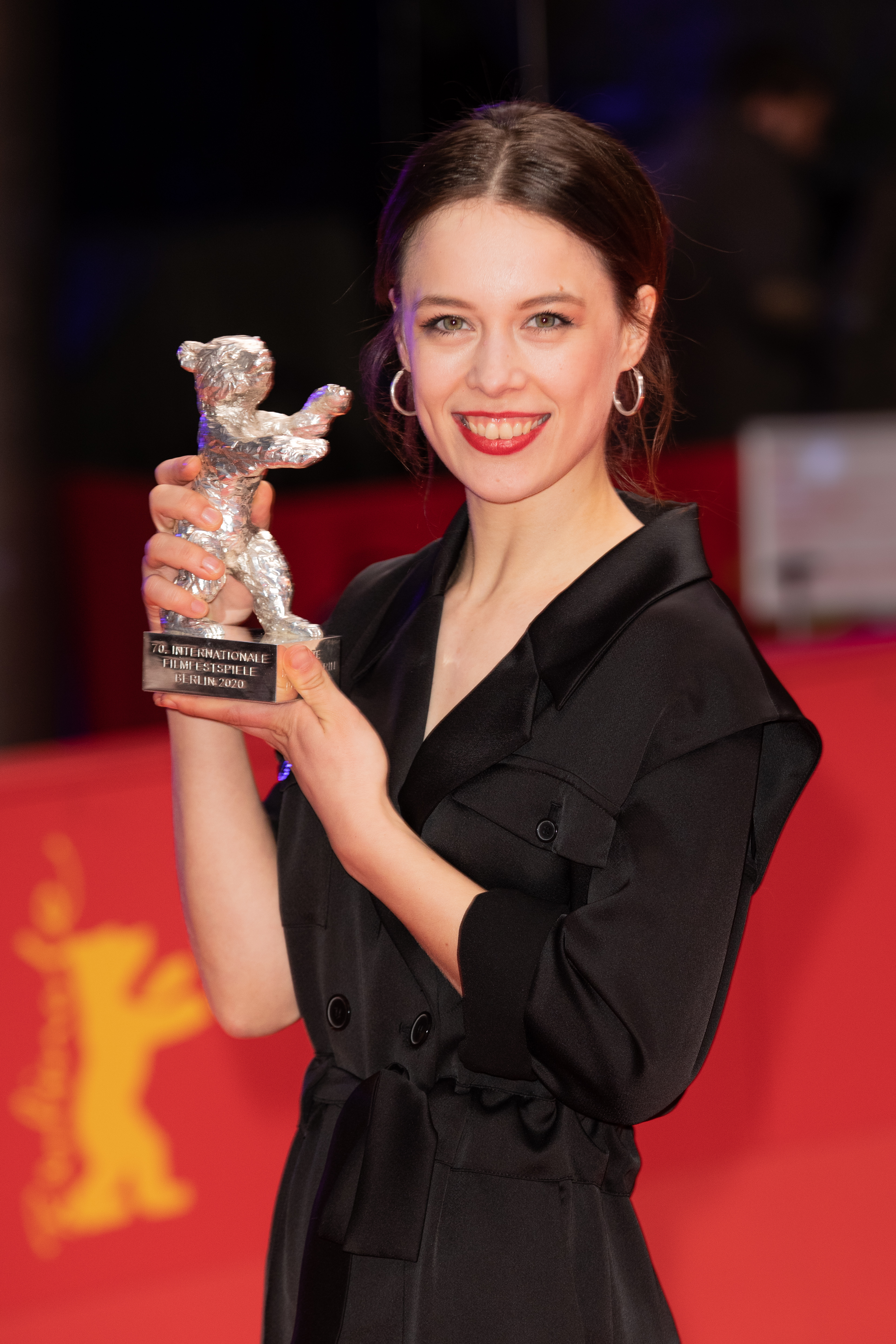
Paula Beer met de Zilveren Beer voor beste actrice, Berlinale 2020

De belangrijkste:
| Jaar | Prijs                      | Categorie                    | Film             | Uitslag     |
| ---- | -------------------------- | ---------------------------- | ---------------- | ----------- |
| 2020 | Zilveren Beer Berlinale    | Beste actrice                | Undine           | Gewonnen    |
| 2019 | Goldene Kamera             | Beste actrice                | Bad Banks        | Genomineerd |
| 2018 | Bambi                      | Beste actrice National       | Bad Banks        | Gewonnen    |
| 2018 | Deutscher Schauspielpreis  | Beste actrice                | Bad Banks        | Gewonnen    |
| 2017 | César                      | Beste jong vrouwelijk talent | Frantz           | Genomineerd |
| 2017 | Prix Lumière               | Beste jong vrouwelijk talent | Frantz           | Genomineerd |
| 2016 | Filmfestival van Venetië   | Premio Marcello Mastroianni  | Frantz           | Gewonnen    |
| 2015 | Österreichischer Filmpreis | Beste actrice                | Das finstere Tal | Genomineerd |
| 2011 | Bayerischer Filmpreis      | Beste jonge actrice          | Poll             | Gewonnen    |